# Zone FIDE
Zone FIDE su zemljopisne jedinice na koje je Međunarodni šahovski savez FIDE podijelio svijet radi organiziranja turnira i inih šahovskih događaja, posebice izlučnih natjecanja za svjetsko prvenstvo (zonski i međuzonski turniri). Savezi članovi FIDE, njih 187 2016. godine, a listopada 2019. njih 193, podijeljeni su na četiri velika kontinentska područja, koje svako obuhvaća nekoliko zona.:
1. Europa:  zone od 1.1 do 1.10
2. Amerika:  zone od 2.1 do 2.5
3. Azija i Oceanija:  zone od 3.1 do 3.7
4. Afrika:  zone od 4.1 do 4.5

Ukupno je 27 zona, a četiri zone (1.1, 1.2, 1.5 i 2.3) sastoje se od podzona, pa je ukupno 35 autonomnih jedinica.
Ponekad je slučaj da razdioba država ne prati zemljopisni kriterij, primjerice Turska i Izrael su u europskoj skupini.
U tablici ispod su zone i podzone s odnosnim državama, to jest savezima koji im pripadaju. Stanje je ažurirano prema stanju od listopada 2019. godine.
| Zona | Podzona | Države / savezi članovi | Br. sav. |
| ---- | ------- | --- | -------- |
| 1.1  | 1.1 a   | Engleska, Škotska, Wales, Irska | 4        |
| 1.1  | 1.1 b   | Belgija, Francuska, Nizozemska | 3        |
| 1.1  | 1.1 c   | Italija, Portugal, Španjolska | 3        |
| 1.2  | 1.2 a   | Njemačka, Austrija, Švicarska, Slovenija | 4        |
| 1.2  | 1.2 b   | BiH, Izrael, Hrvatska, Sjeverna Makedonija, Kosovo | 5        |
| 1.3  | 1.3     | Danska, Finska, Island, Norveška, Švedska | 5        |
| 1.4  | 1.4     | Bugarska, Poljska, Rumunjska, Slovačka, Češka, Mađarska | 6        |
| 1.5  | 1.5 a   | Albanija, Grčka, Crna Gora, Srbija, Turska | 5        |
| 1.5  | 1.5 b   | Armenija, Gruzija | 2        |
| 1.6  | 1.6     | Rusija | 1        |
| 1.7  | 1.7     | Estonija, Letonija, Litva | 3        |
| 1.8  | 1.8     | Azerbajdžan, Moldavija, Bjelorusija | 3        |
| 1.9  | 1.9     | Ukrajina | 1        |
| 1.10 | 1.10    | Andora, Cipar, Foroyar, Guernsey, Jersey, Lihtenštajn, Luksemburg, Malta, Monako, San Marino | 10       |
| 2.1  | 2.1     | SAD | 1        |
| 2.2  | 2.2     | Kanada | 1        |
| 2.3  | 2.3.1   | Meksiko | 1        |
| 2.3  | 2.3.2   | Belize, Kostarika, Salvador, Gvatemala, Honduras, Nikaragva, Panama | 6        |
| 2.3  | 2.3.3   | Kuba | 1        |
| 2.3  | 2.3.4   | Kolumbija | 1        |
| 2.3  | 2.3.5   | Antigva i Barbuda, Kajmanski Otoci, Sveti Kristofor i Nevis, Sveta Lucija, Nizozemski Antili, Aruba, Bahami, Barbados, Bermudi, Dominikanska Republika, Ekvador, Jamajka, Gvajana, Haiti, Američki Djevičanski Otoci, Britanski Djevičanski Otoci, Portoriko, Surinam, Trinidad i Tobago, Venezuela | 19       |
| 2.4  | 2.4     | Bolivija, Brazil, Peru, Ekvador | 4        |
| 2.5  | 2.5     | Argentina, Čile, Paragvaj, Urugvaj | 4        |
| 3.1  | 3.1     | Bahrein, Iran, Irak, Jemen, Jordan, Katar, Kuvajt, Libanon, Palestina, Sirija, UAE, Oman, Saudijska Arabija | 13       |
| 3.2  | 3.2     | Bangladeš, Butan, Maldivi, Nepal, Pakistan, Šri Lanka | 6        |
| 3.3  | 3.3     | Brunei, Hong Kong, Indonezija, Japan, Kambodža, Laos, Makao, Malezija, Mongolija, Mjanmar, Filipini, Singapur, Južna Koreja, Tajvan, Tajland, Vijetnam, Istočni Timor | 17       |
| 3.4  | 3.4     | Afganistan, Kazahstan, Kirgistan, Tadžikistan, Turkmenistan, Uzbekistan | 6        |
| 3.5  | 3.5     | Kina | 1        |
| 3.6  | 3.6     | Australija, Fidži, Novi Zeland, Palau, Papua Nova Gvineja, Solomonski Otoci, Guam, Nauru | 8        |
| 3.7  | 3.7     | Indija | 1        |
| 4.1  | 4.1     | Alžir, Egipat, Libija, Mauretanija, Maroko, Tunis, | 6        |
| 4.2  | 4.2     | Burkina Faso, Bjelokosna Obala, Gambija, Gana, Liberija, Mali, Nigerija, Senegal, Sijera Leone, Togo, Zelenortska Republika | 11       |
| 4.3  | 4.3     | Burundi, Kamerun, Srednjoafrička Republika, DR Kongo, Ekvatorska Gvineja, Gabon, Sveti Toma i Princip | 7        |
| 4.4  | 4.4     | Komori, Džibuti, Eritreja, Etiopija, Kenija, Madagaskar, Mauricijus, Ruanda, Sejšeli, Somalija, Južni Sudan, Sudan, Tanzanija, Uganda | 14       |
| 4.5  | 4.5     | Angola, Bocvana, Esvatini, Lesoto, Malavi, Mozambik, Namibija, JAR, Zambija, Zimbabve | 10       |

## Vanjske poveznice
- FIDE Actual Handbook - World Championship General Provisions